# Szczury wodne
Szczury wodne albo Szczury nabrzeża (ang. Water Rats) – australijski serial TV o pracy policji wodnej w Sydney (ang. Sydney Water Police). Emitowany w Australii od 12 lutego 1996 r.

## Krótki opis
W ciągu 6 lat powstało 177 około 45-miutowych odcinków. Początkowo główne role grali Colin Friels (Frank Holloway) i Catherine McClements (Rachel Goldie Goldstein), którzy wycofali się w sezonie 1999/2000. Po nich najważniejsze role grali Steve Bisley, Aaron Pedersen i Dee Smart. W Polsce był emitowany, między innymi, przez kanał AXN.

## Obsada

### Główne role
- Colin Friels – detektyw st. konstabl Frank Holloway (1996−1999: 109 odcinków)[2]
- Catherine McClements – detektyw st. konstabl Rachel „Goldie” Goldstein (1996–2000: 116 odcinków)
- Steve Bisley – detektyw sierż. Jack Christey (1999–2001: 97 odcinków)
- Aaron Pedersen – detektyw st. konstabl Michael Reilly (1999–2001: 86 odcinków)
- Dee Smart – detektyw st. konstabl Alex St. Claire (2000–2001: 64 odcinki)
- Brett Partridge – st. konstabl Gavin Sykes (1996–2001: 177 odcinków)
- Peter Bensley – główny inspektor Jeff Hawker (1996–2001: 177 odcinków)
- Toni Scanlan – st. sierż. Helen Blakemore (1996–2001: 177 odcinków)

### Pozostali bohaterowie
- Jay Laga’aia – st. konstabl Tommy Tavita (1996–2000: 151 odcinków)[3]
- Scott Burgess – sierż. Dave McCall (1996–2000: 132 odcinki)
- Aaron Jeffery – konstabl Terry Watson (1996–1998: 42 odcinki)
- Sophie Heathcote – konstabl Fiona Cassidy (1996–1997: 30 odcinków)
- Raelee Hill – konstabl Tayler Johnson (1997–1999: 89 odcinków)
- Allison Cratchley – konstabl Emma Woods (1998–2001: 114 odcinków)
- Diarmid Heidenreich – konstabl Matthew Quinn (2000–2001: 45 odcinków)
- Brooke Satchwell – Sophie Ferguson (2000–2001)
- Rebecca Smart – konstabl Donna Janevski (1999–2001: 60 odcinków)
- Kimberley Joseph
- Joss McWilliam – st. sierż. Lance Rorke (2000–2001: 51 odcinków)
- Anthony Martin – Chopper Lewis (1997–2001: 43 odcinki)
- John Walton – jako on sam (1996–2000: 29 odcinków)
- Bill Young – główny inspektor Clarke Webb (1996: 26 odcinków)
- Peter Mochrie – detektyw sierż. John „Knocker” Harrison (1996–1997: 23 odcinki)
- Enrico Babic – operator radiostacji (1996: 20 odcinków)